# Sulfate de baryum
Le sulfate de baryum est un corps chimique minéral cristallin anhydre composé d'anions sulfates et de cations baryum, de formule chimique BaSO4. C'est également un minéral naturel, nommé barytine ou communément baryte par les minéralogistes.

## Caractéristiques physico-chimiques
Il s'agit d'un solide ionique, incolore à blanc à l'état pur, cristallisant dans le système orthorhombique, et de densité 4,48 élevée grâce au cation baryum. Il forme à l'état naturel des cristaux plats tabulaires parfois regroupés en forme de "rosettes de barytine" parfois agencés en lamelles. 
Il se décompose à partir de 1 580 °C.  Il est fusible à la flamme et donne une boule blanche. Il crépite et colore la flamme en vert jaune.
Le minéral soumis aux UV présente souvent une fluorescence et une phosphorescence. Sa thermoluminescence est parfois signalée. 
Il est quasiment insoluble dans l'eau et d'autres solvants classiques, et s'il est soluble légèrement dans l'acide sulfurique concentré à froid, il l'est surtout à chaud. Il est soluble dans HI.
Le sulfate de baryum est répertorié parmi les sels de sulfates les plus insolubles connus dans l'eau. 
Des suspensions dites opacifiantes de sulfate de baryum, ingérées par les patients, sont communément employées pour obtenir des radiographies contrastées de l’appareil digestif, car ce minéral sulfate est supposé rester insoluble même à l’épreuve des sucs acides de l’estomac. L'effet opacifiant en radiologie s'explique par la forte absorption des rayons X par le cation baryum. 
L'absorption des rayons gamma explique son emploi dans certains bétons denses que l'ingénieur souhaite impénétrables aux radiations.

## Préparation
Il est obtenu le plus souvent par purification du minéral barytine.

## Usage
Les trois quarts de la  baryte extraite le sont pour alourdir ou mieux ajuster la densité des boues de forages à grande profondeur, par exemple au cours de l’exploitation du pétrole. 
Le sulfate de baryum, en amas de petits cristaux fins, est aussi un pigment blanc réputé dans les peintures et une charge minérale dans les papiers. Dans la peinture (de chantier ou artistique) et les enduits, on l'utilise comme charge et pigment (blanc fixe), par son pouvoir peu couvrant et parce qu'il ne dégrade pas les couleurs. 
Dans la photographie argentique, c'est un élément essentiel du procédé gélatino-argentique. 
Il est utilisé dans la radiologie médicale en tant que contrastant et modifie l'absorption des rayons X. La radiologie conventionnelle détecte des contrastes supérieurs à 4 %, ainsi il est plus facile de visualiser les os ou les poumons par exemple. Il est aussi appelé « bouillie barytée » lors d'un examen du tube digestif. 
Il fait partie de la liste des médicaments essentiels de l'Organisation mondiale de la santé (liste mise à jour en avril 2013).